# Verbascum antiochium
Verbascum antiochium är en flenörtsväxtart som beskrevs av Pierre Edmond Boissier. Verbascum antiochium ingår i släktet kungsljus, och familjen flenörtsväxter. Inga underarter finns listade i Catalogue of Life.